# Sematophyllum rodriguezii
Sematophyllum rodriguezii là một loài Rêu trong họ Sematophyllaceae. Loài này được (Paris) Broth. miêu tả khoa học đầu tiên năm 1925.